# Sinilabeo brevirostris
 Sinilabeo brevirostris és una espècie de peix cipriniforme de la família dels ciprínids que es troba al Vietnam.